# Sigrid Betzelt

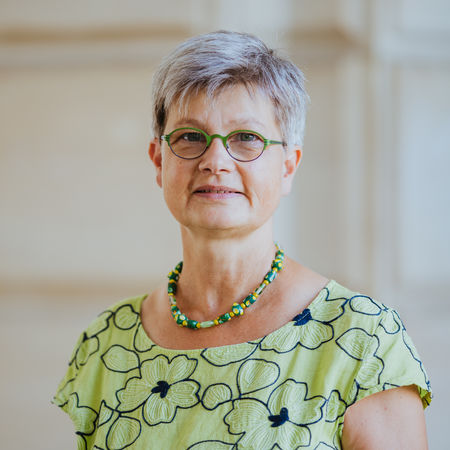
Sigrid Betzelt (2022)

Sigrid Betzelt (geboren 1963) ist eine deutsche Soziologin. Seit 2009 ist sie Professorin für Sozialwissenschaften mit dem Schwerpunkt Arbeits- und Organisationssoziologie an der Hochschule für Wirtschaft und Recht Berlin. Dort ist sie seit 2020 die Ko-Direktorin des Institute for International Political Economy Berlin (IPE).

## Leben
Sigrid Betzelt studierte von 1982 bis 1987 Soziologie, Volkswirtschaftslehre, Politikwissenschaft und Psychologie an der Freien Universität Berlin. Im Anschluss war sie dort bis 1994 als Lehrbeauftragte tätig. Von 1994 bis 1997 war sie wissenschaftliche Fraktionsreferentin für Arbeitsmarkt-, Sozial- und Frauenpolitik in der Bremischen Bürgerschaft und von 1998 bis 1999 Wissenschaftliche Mitarbeiterin am Institut für Lokale Sozialpolitik und Non-Profit-Organisationen der Universität Bremen. Unter Leitung von Rudolph Bauer führte sie die deutsche Teilstudie im EU-Projekt New employment opportunities in the Third Sector durch.
Im Jahr 2000 promovierte sie an der Universität Bremen mit der Dissertation The Third Sector as a Job Machine? Conditions, Potentials, and Policies for Job Creation in German Nonprofit Organizations. Bis 2009 war sie dort anschließend als wissenschaftliche Mitarbeiterin am Zentrum für Sozialpolitik tätig. Dort forschte sie unter anderem im DFG-Projekt Neue selbständige Erwerbsformen in Kulturberufen unter Leitung von Karin Gottschall und leitete mit Ursula Rust das vom Deutschen Juristinnenbund initiierte und vom Bundesministerium für Familie, Senioren, Frauen und Jugend geförderte Projekt Individualisierung von Leistungen des SGB II. Im Zeitraum 2006 bis 2011 war sie Teil des Exzellenznetzwerks RECWOWE – Reconciling Work and Welfare in Europe des 6. Forschungsrahmenprogramms der Europäischen Kommission.
Im April 2009 wurde Sigrid Betzelt auf eine Professur für Sozialwissenschaften mit dem Schwerpunkt Arbeits- und Organisationssoziologie an die Hochschule für Wirtschaft und Recht Berlin berufen und dort Mitglied des Harriet Taylor Mill-Instituts für Ökonomie und Geschlechterforschung. In der Folge, ab 2016, leitete sie den Studiengang des Masterprogramms Political Economy of European Integration. 2020 trat sie als Ko-Direktorin in die Leitung des Institute for International Political Economy Berlin (IPE) der HWR Berlin ein.

## Forschungsschwerpunkte
Sigrid Betzelt forscht zum Wandel von Arbeit und Erwerbsstrukturen, Arbeitsmarkt- und Sozialpolitik auf nationaler Ebene und im europäischen Vergleich sowie den Auswirkungen dieser Veränderungen auf soziale Bürgerrechte, Ungleichheit und Geschlecht. In diesem Spannungsfeld befasste sie sich auch mit Dynamiken von Angst und Verunsicherung im Wohlfahrtskapitalismus.

## Mitgliedschaften
- ESPAnet – Network for European Social Policy Analysis
- International Sociological Association, Research Committee on Poverty, Social Welfare and Social Policy (RC 19)
- Deutsche Vereinigung für Sozialwissenschaftliche Arbeitsmarktforschung (SAMF e.V.)
- 2014–2021: Vorstandsmitglied der Sektion Sozialpolitik der Deutschen Gesellschaft für Soziologie[3]
- seit Juni 2021: Mitglied des Wissenschaftlichen Beirats der Hans-Böckler-Stiftung[6]

## Publikationen (Auswahl)
Monografien
- The Third Sector as a Job Machine? Conditions, Potentials, and Policies for Job Creation in German Nonprofit Organizations. Reihe: European University Studies. Band 5. Peter Lang Verlag, Lausanne 2001, ISBN 978-0-8204-5430-6.
- mit Rudolph Bauer: Nonprofit-Organisationen als Arbeitgeber. Leske und Budrich, Opladen 2000, ISBN 978-3-8100-2912-6. Reprint 2012, ISBN 978-3-322-94974-5.
- mit Ursula Rust, Mohamad El-Ghazi, Eliane Hüter, Kathrin Schlote und Manuela Schwarzkopf: Individualisierung von Leistungen des SGB II unter Berücksichtigung der familialen Unterhaltsverpflichtungen. Nomos Verlag, Baden-Baden 2010, ISBN 978-3-8329-6154-1.
- mit Thilo Fehmel (Hrsg.): Deformation oder Transformation? Analysen zum wohlfahrtsstaatlichen Wandel im 21. Jahrhundert. Springer VS, Wiesbaden 2022, ISBN 978-3-658-35209-7.
- mit Ingo Bode, Sarina Parschick und Andreas Albert: Organisierte Zerrissenheit. Emotionsregimes und Interaktionsarbeit in Pflege und Weiterbildung. Reihe: Arbeit und Organisation. Band 14. Transcript-Verlag, Bielefeld 2023, ISBN 978-3-8376-6722-6.

Anthologien
- mit Joachim Lange und Ursula Rust (Hrsg.): Wer wird „aktiviert“ – und warum (nicht): Erste Erkenntnisse zur Realisierung der gleichstellungspolitischen Ziele des SGB II. Reihe: Loccumer Protokolle. Band 79. Evangelische Akademie Loccum, Loccum 2009, ISBN 978-3-8172-7908-1.
- mit Silke Bothfeld (Hrsg.): Activation and Labour Market Reforms in Europe. Challenges to Social Citizenship. Reihe: Work and Welfare in Europe. Palgrave Macmillan, Basingstoke 2011, ISBN 978-0-230-28954-3.
- mit Ingo Bode (Hrsg.): Angst im neuen Wohlfahrtsstaat. Kritische Blicke auf ein diffuses Phänomen. Reihe: Wissenschaftliche Schriften der Hochschule for Wirtschaft und Recht Berlin. Nomos, Baden-Baden 2018, ISBN 978-3-8487-4554-8.

Beiträge
- mit Silke Bothfeld: Der Geschlechterbias in der deutschen Arbeitsmarktpolitik: Eine institutionelle und empirische Analyse des SGB II und SGB III. In: Ute Klammer und Markus Motz (Hrsg.): Neue Wege – gleiche Chancen. Expertisen zum ersten Gleichstellungsbericht der Bundesregierung. VS Verlag für Sozialwissenschaften, Wiesbaden 2011, ISBN 978-3-531-18225-4, S. 199–251.
- mit Mareike Ebach, Tanja Schmidt und Olga Kedenburg: Individuelle Autonomie im Status Arbeitslosigkeit ohne Leistungsbezug? Eine empirische Analyse. In: Zeitschrift für Sozialreform. Band 63, Heft 2/2017, S. 447–482.
- mit Claudia Lopes und Ana Cordeiro Santos: Financialisation and Work: Inequality, Debt and Labour Market Segmentation. In: World Economy Journal (REM Revista de Economía Mundial). Band 17, Nummer 46/2017, S. 91–116.
- Armut und Gender. In: Petra Böhnke, Jörg Dittmann, Jan Goebel (Hrsg.): Handbuch Armut. Ursachen, Trends, Maßnahmen. UTB, Leverkusen 2018, ISBN 978-3-8252-4957-1, S. 166–176.
- mit Ingo Bode: Entfremdung vom Sozialstaat? Angsterfahrungen in Arbeitskontexten der Daseinsvorsorge. In: Susanne Martin, Thomas Linpinsel (Hrsg.): Angst in Kultur und Politik der Gegenwart: Beiträge zu einer Gesellschaftswissenschaft der Angst. Reihe: Kulturelle Figurationen: Artefakte, Praktiken, Fiktionen. Springer VS, Wiesbaden 2020, ISBN 978-3-658-30430-0, S. 141–158.
- Teilhabe am Arbeitsmarkt stärken – inklusiv und zielgruppengerecht. In: Sozialer Fortschritt. 72. Jahrgang, Nummer 9–10/2023, S. 769–773.